# Biểu tình Iran 2017–2018
Các cuộc biểu tình tại Iran năm 2017–18 (tiếng Ba Tư: تظاهرات ۱۳۹۶ ایران) là một loạt các cuộc biểu tình xảy ra khắp Iran. Các cuộc biểu tình bắt đầu vào ngày 28 tháng 12 năm 2017 ở Mashhad, mà ngay từ đầu đã được đặt tên là "Giá không cao" và phản đối chính sách của chính phủ Hassan Rouhani, nhưng phạm vi của nó đã vượt quá các vấn đề kinh tế và quay sang chống lại chính trị của Iran, chống lại Velayat-e Faqih và chủ tịch văn phòng, Ali Khamenei, lãnh đạo Tối cao Iran.
Các cuộc biểu tình được bắt đầu bởi đám đông phản đối trên khắp Iran, bao gồm ở Mashhad, thành phố đông dân thứ hai, cũng như cuộc biểu tình vài trăm người ở Tehran, thủ đô. Cũng có những cuộc biểu tình lan rộng ở một số thành phố khác. Các sự kiện năm 2017 là cuộc phản đối lớn nhất ở Iran kể từ cuộc phản kháng của cuộc bầu cử tổng thống Iran năm 2009.
Ban đầu, các cuộc biểu tình phản đối giá cả sinh hoạt đắt đỏ, nhưng sau đó phát triển thành nhiều yêu cầu chính trị sâu rộng. Một số nhà phân tích cho rằng Chính phủ của Rouhani đã thông qua chính sách kinh tế khắc nghiệt của Quỹ Tiền tệ Quốc tế cũng như thất bại trong việc quản lý các thể chế tài chính gặp khó khăn như là nguyên nhân thực sự của các cuộc biểu tình. Một số người khác khẳng định sự không hài lòng với tính chất dân chủ của Cộng hòa Hồi giáo Iran là nguyên nhân của tình trạng bất ổn.
Tại một số thành phố, các cuộc biểu tình đã trở nên bạo lực với những người biểu tình tấn công cảnh sát và đốt xe hơi. Ít nhất mười hai người đã bị giết trong các cuộc biểu tình, và hàng trăm người đã bị chính quyền Iran bắt giữ.